# Avenir Club avignonnais
 (juin 2017).
Si vous disposez d'ouvrages ou d'articles de référence ou si vous connaissez des sites web de qualité traitant du thème abordé ici, merci de compléter l'article en donnant les références utiles à sa vérifiabilité et en les liant à la section « Notes et références ».
 (novembre 2023).
Pour les articles homonymes, voir ACA.
L'Avenir Club Avignonnais, (ACA en abrégé) est un club de football français fondé en 1931 sous le nom d'Association sportive avignonnaise.
Le club accède au statut professionnel en 1942 et le conserve jusqu'en 1948. En 1949 Il est rebaptisé « Olympique Avignonnais » après une fusion avec le club du quartier de Saint-Jean. L'OA rejoint alors les clubs professionnels en 1965.
Le club joue au stade des Rotondes avant d'évoluer en 1969 dans un tout nouveau complexe sportif de la ville d'Avignon le Parc des Sports d'Avignon. Après une demi-finale de coupe de France en 1973, le club parvient à accéder en Division 1 en 1975 mais ne parviendra pas à se maintenir. En 1981, en raison de difficultés financières, le club abandonne son statut professionnel. En 2010 le club est rétrogradé en Promotion d'Honneur A de District et retourne alors jouer au Stade Léon Dulcy (anciennement Stade des Rotondes). Le club est présidé par Alexandre Bressy. L'équipe première, entraînée par Raphaël Chiabrero depuis 2014, évolue en Deuxième division de District pour la saison 2015-2016.

## Histoire
Après une demi-finale de coupe de France en 1973, Avignon accède en Division 1 au printemps 1975 après des barrages contre le FC Rouen, deuxième du Groupe A de D2.
La saison 1975-1976 est catastrophique : 20e et dernier avec 38 matches joués, pour 20 points, 7 victoires, 6 nuls, 23 défaites, 30 buts marqués et 80 buts encaissés. Rétrogradé en D2 , le club abandonne son statut professionnel en 1979, et se retrouve en difficulté financière grave en 1981. 
Malgré un court passage en Division 4 (1983-1984), le club refait surface et retrouve la D2 de 1989 à 1991 tout en jouant un quart de finale de coupe de France en 1990. Laurent Paganelli terminera sa carrière ici mais ne jouera que 25 matchs pour 2 buts en 2 saisons. Cette embellie ne dure pas car après de gros problèmes financiers, le club malgré une 7e place est de nouveau relégué par la DNCG.
Sa longue descente aux enfers commence alors. Il se retrouve en Division d'Honneur en 1994, puis tombe en PHB de District à la fin des années 1990, flirtant même avec la descente en 1re division de District, ne devant son salut qu'à la fusion entre les clubs de Sénas et Orgon libérant une place en Promotion d'Honneur B, pour se maintenir à ce niveau. 
Le club est rebaptisé « Sporting Club Olympique Avignonnais » en 1992 à la suite de la fusion avec le Sporting Club avignonnais. En 1996 le SCO Avignon dépose le bilan, et est rebaptisé Football Club Avignon. En 2003, le club adopte le nom d'« Avignon Foot 84 » à la suite de la fusion avec le club de jeunes de la MJC Avignon, un des meilleurs clubs amateurs français dans les catégories de jeunes, qui a vu passer dans ses rangs de nombreux joueurs professionnels.
En 2009, l'Avignon Football 84 est fortement concurrencé par l'Athlétic Club Arles-Avignon (fusion de l'AC Arles et de la ville d'Avignon), évoluant en Ligue 1. De ce fait, le soutien de la mairie d'Avignon y est moins fort. Le club se trouve plongé dans une nouvelle crise financière et sportive (dernier de DH).
Le 11 mai 2010, le quotidien La Provence annonce le prochain dépôt de bilan du club qui a une dette de 358 000€  et repart au niveau PHA du District Rhône-Durance, c'est-à-dire le niveau de l'équipe réserve. À la suite également de la montée de l'AC Arles-Avignon en Ligue 1, le club d'Avignon Foot 84 doit abandonner son Parc des Sports pour jouer ses matchs à domicile dans le stade synthétique Léon-Dulcy, l'antre des anciennes équipes de jeunes de l'olympique Avignonnais. C'est également dans ce stade (qui s'appelait Stade des Rotondes) qu'évoluait l'Olympique avignonnais avant l'inauguration du Parc des Sports en 1970 où l'OA avait reçu l'ASSE.
Le 22 juin 2010, le dépôt de bilan est entériné par le tribunal. Le club est radié quelques semaines plus tard. L'Avenir Club avignonnais prend alors le relais.
Le 3 novembre 2021, M. Alexandre Bressy, chef d'entreprise de la région avignonnaise, et ancien joueur professionnel de handball été élu nouveau Président du Club par le Comité Directeur.  
Cependant, après s'être maintenu en Départemental 2, il n'y a pas eu d'équipe sénior aligné lors de la saison 2022/2023. L'équipe repart donc en Départemental 4, le plus bas échelon du district Grand-Vaucluse.

## Parcours en championnat
La frise chronologique suivante montre l'évolution des championnats de la Fédération française de football et de la Ligue de football professionnel auxquels l'AC avignonnais a participé au cours de son histoire. Les noms des championnats et le nombre de niveaux ont évolué au cours des années. Pour les championnats nationaux, se reporter à l'article football en France.

### Changements de noms
- 1931-1949 : Association sportive avignonnai
- 1949-1993 : Olympique avignonnais
- 1993-1996 : Sporting Club olympique avignonnais
- 1996-2004 : Football Club d'Avignon
- 2004-2010 : Avignon Football 84
- Depuis 2010 : Avenir Club avignonnais

‌

### Palmarès
| Compétitions nationales et jeunes | Compétitions régionales                                                        |
| Championnats - Championnat de France D1 - Meilleure performance : 20e en 1976 - Championnat de France D2 - Meilleure performance : 3e en 1975 - Championnat National Cadet - Saison 1977-78 Coupes - Coupe de France - Meilleure performance : demi-finale en 1973 | Championnats - Championnat de Méditerranée (3) - Champion : 1954, 1963 et 1995 |

## Joueurs

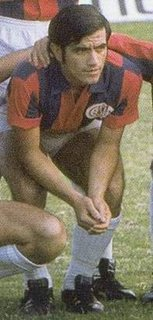
Enrique Chazarreta

## Entraîneurs
| Nom             | Période         |
| --------------- | --------------- |
| Roger Cabanis   | 1945-1948       |
| Mokhtar Arribi  | 1957-1958       |
| Roger Vandooren | 1960-1964       |
| Léon Glovacki   | 1964-Avril 1968 |
| Robert Siatka   | Avril 1968-1970 |
| Louis Dupal     | 1970-1971       |
| Louis Hon       | 1971-1972       |
| Marc Bourrier   | 1972-1976       |
| Albert Batteux  | 1976-1977       |
| Jacques Bonnet  | 1977-1979       |

| Nom                    | Période     |
| ---------------------- | ----------- |
| Yves Sicard            | 1979-1983   |
| Robert Pintenat        | 1983-1986   |
| André Moulon           | 1986-1988   |
| René Exbrayat          | 1988-1991   |
| Charles Decorzent      | 2000-2002   |
| Franck Lucchesi        | 2003-2005   |
| Christophe Chaintreuil | 2005-2007   |
| Jean-Louis Saez        | 2007-2009   |
| Jean-Philippe Lefèvre  | 2009-2010   |
| Maheddine Tatam        | Depuis 2010 |

## Bilan saison après saison
| Saison  | Championnat              | C   | Pts | J  | G  | N  | P  | BP  | BC  | DB  | Coupe de France | Meilleur buteur  | B  | Entraîneur              | Affl. |
| 1943-44 | CFA (groupe C)           |     |     |    |    |    |    |     |     |     |                 |                  |    |                         |       |
| 1945-46 | Division 2 (Sud)         | 7e  | 27  | 26 | 11 | 5  | 10 | 62  | 45  | +17 | -               | -                | -  | Cabanis                 | -     |
| 1946-47 | Division 2               | 10e | 42  | 42 | 18 | 6  | 18 | 75  | 81  | -6  | -               | -                | -  | Cabanis                 | -     |
| 1947-48 | Division 2               | 20e | 22  | 38 | 9  | 4  | 25 | 42  | 101 | -59 | -               | -                | -  | Cabanis                 | -     |
| 1948-49 | DH Sud-Est (Est)         | 9e  | -   | -  | -  | -  | -  | -   | -   | -   | -               | -                | -  | -                       | -     |
| 1949-50 | DH Sud-Est (Est)         | 7e  | 19  | 22 | 7  | 5  | 10 | 32  | 46  | -14 | -               | -                | -  | -                       | -     |
| 1950-51 | DH Sud-Est (Est)         | 11e | 24  | 26 | 9  | 6  | 11 | 64  | 52  | +12 | -               | -                | -  | -                       | -     |
| 1951-52 | PH                       | -   | -   | -  | -  | -  | -  | -   | -   | -   | -               | -                | -  | -                       | -     |
| 1952-53 | DH Sud-Est (Est)         | 8e  | 20  | 22 | 6  | 8  | 8  | 29  | 28  | +1  | -               | -                | -  | -                       | -     |
| 1953-54 | DH Sud-Est (Est)         | 1er | 33  | 22 | 14 | 5  | 3  | 45  | 20  | +25 | -               | -                | -  | -                       | -     |
| 1954-55 | DH Sud-Est (Est)         | 2e  | 51  | 22 | 13 | 3  | 6  | 43  | 32  | +11 | -               | -                | -  | -                       | -     |
| 1955-56 | DH Sud-Est (Ouest)       | 2e  | 59  | 24 | 16 | 3  | 5  | 47  | 25  | +22 | -               | -                | -  | -                       | -     |
| 1956-57 | DH Sud-Est (Ouest)       | 2e  | 57  | 22 | 16 | 3  | 3  | 63  | 20  | +43 | -               | -                | -  | -                       | -     |
| 1957-58 | DH Sud-Est (Ouest)       | 4e  | 44  | 22 | 9  | 4  | 9  | 46  | 30  | +16 | -               | -                | -  | Arribi                  | -     |
| 1958-59 | DH Sud-Est (Est)         | 4e  | 49  | 22 | 11 | 5  | 6  | 51  | 32  | +19 | 1/32 f.         | -                | -  | Vandooren               | -     |
| 1959-60 | DH Sud-Est (Est)         | 5e  | 46  | 22 | 10 | 4  | 8  | 29  | 32  | -3  | -               | -                | -  | Vandooren               | -     |
| 1960-61 | DH Sud-Est (Est)         | 2e  | 54  | 22 | 13 | 6  | 3  | 57  | 25  | +32 | -               | -                | -  | Vandooren               | -     |
| 1961-62 | DH Sud-Est (Est)         | 2e  | 53  | 22 | 15 | 1  | 6  | 59  | 20  | +39 | -               | -                | -  | Vandooren               | -     |
| 1962-63 | DH Sud-Est (Est)         | 1er | 56  | 22 | 15 | 4  | 3  | 58  | 17  | +41 | -               | -                | -  | Vandooren               | -     |
| 1963-64 | CFA (Sud-Est)            | 5e  | 23  | 22 | 9  | 5  | 8  | 33  | 30  | +3  | 6e tour         | -                | -  | Vandooren               | -     |
| 1964-65 | CFA (Sud-Est)            | 10e | 18  | 22 | 8  | 2  | 12 | 39  | 41  | -2  | 6e tour         | -                | -  | Glovacki                | -     |
| 1965-66 | Division 2               | 6e  | 43  | 36 | 17 | 9  | 10 | 68  | 42  | +26 | 1/16 f.         | Bonnet           | 18 | Glovacki                | 4465  |
| 1966-67 | Division 2               | 6e  | 37  | 34 | 14 | 9  | 11 | 51  | 37  | +14 | 1/16 f.         | Bonnet           | 14 | Glovacki                | 3073  |
| 1967-68 | Division 2               | 4e  | 43  | 34 | 19 | 5  | 10 | 69  | 48  | +21 | 1/16 f.         | Bonnet           | 26 | Glovacki puis Siatka    | 3307  |
| 1968-69 | Division 2               | 12e | 49  | 40 | 15 | 12 | 13 | 56  | 53  | +3  | 1/32 f.         | Juliani          | 20 | Siatka                  | 1935  |
| 1969-70 | Division 2               | 3e  | 40  | 30 | 16 | 8  | 6  | 60  | 26  | +33 | 1/32 f.         | Santos & Juliani | 13 | Siatka                  | 2415  |
| 1970-71 | Division 2               | 2e  | 40  | 30 | 17 | 6  | 7  | 53  | 25  | +28 | 1/16 f.         | Riefa            | 12 | Dupal                   | 993   |
| 1971-72 | Division 2               | 2e  | 39  | 30 | 13 | 13 | 4  | 51  | 28  | +23 | 1/4 f.          | Tripp            | 16 | Hon                     | 1709  |
| 1972-73 | Division 2               | 3e  | 41  | 34 | 17 | 7  | 10 | 53  | 49  | +4  | 1/2 f.          | Pellegrini       | 25 | Bourrier                | 1154  |
| 1973-74 | Division 2               | 4e  | 46  | 34 | 15 | 10 | 9  | 47  | 33  | +14 | 1/16 f.         | Pellegrini       | 19 | Bourrier                | 1394  |
| 1974-75 | Division 2 (Groupe B)    | 2e  | 46  | 32 | 16 | 9  | 7  | 57  | 31  | +26 | 7e tour         | Castellan        | 20 | Bourrier                | 2425  |
| 1975-76 | Division 1               | 20e | 20  | 38 | 7  | 6  | 25 | 30  | 80  | -50 | 1/32 f.         | Castellan        | 12 | Bourrier                | 4972  |
| 1976-77 | Division 2 (Groupe A)    | 4e  | 40  | 34 | 15 | 10 | 9  | 53  | 31  | +22 | 1/16 f.         | Mata             | 12 | Batteux                 | 2902  |
| 1977-78 | Division 2 (Groupe A)    | 8e  | 33  | 34 | 12 | 9  | 13 | 43  | 36  | +7  | 1/16 f.         | Bassi & Bussi    | 8  | Bonnet                  | 1072  |
| 1978-79 | Division 2 (Groupe A)    | 2e  | 46  | 34 | 19 | 8  | 7  | 47  | 27  | +20 | 1/4 f.          | Martinez         | 21 | Bonnet                  | 2714  |
| 1979-80 | Division 2 (Groupe B)    | 2e  | 44  | 34 | 19 | 6  | 9  | 53  | 41  | +12 | 1/16 f.         | Bassi            | 17 | Sicard                  | 1947  |
| 1980-81 | Division 2 (Groupe A)    | 17e | 21  | 34 | 7  | 7  | 20 | 34  | 66  | -29 | -               | Bassi & Bussi    | 7  | Sicard                  | 1115  |
| 1981-82 | Division 3 (Sud)         | 11e | 32  | 34 | 13 | 6  | 15 | 45  | 56  | -11 | 1/32 f.         | -                | -  | Sicard                  | -     |
| 1982-83 | Division 3 (Sud)         | 16e | 21  | 30 | 7  | 7  | 16 | 30  | 51  | -21 | -               | -                | -  | Sicard puis Gay-Hardy   | -     |
| 1983-84 | Division 4 (Groupe H)    | 2e  | 37  | 26 | 14 | 9  | 3  | 54  | 27  | +27 | -               | -                | -  | Gay-Hardy puis Pintenat | -     |
| 1984-85 | Division 3 (Sud)         | 6e  | 33  | 30 | 13 | 7  | 10 | 44  | 36  | +8  | -               | -                | -  | Pintenat                | -     |
| 1985-86 | Division 3 (Sud)         | 3e  | 37  | 30 | 16 | 5  | 9  | 40  | 22  | +18 | 1/32 f.         | -                | -  | Pintenat                | -     |
| 1986-87 | Division 3 (Sud)         | 5e  | 32  | 30 | 12 | 8  | 10 | 33  | 31  | +2  | 8e tour         | -                | -  | Moulon                  | -     |
| 1987-88 | Division 3 (Sud)         | 8e  | 30  | 30 | 11 | 8  | 11 | 32  | 42  | -10 | -               | -                | -  | Moulon                  | -     |
| 1988-89 | Division 3 (Sud)         | 2e  | 41  | 30 | 14 | 13 | 3  | 32  | 11  | +21 | -               | -                | -  | Exbrayat                | -     |
| 1989-90 | Division 2 (Groupe A)    | 8e  | 34  | 34 | 13 | 8  | 13 | 43  | 54  | -11 | 1/4 f.          | Cubaynes         | 23 | Exbrayat                | 2615  |
| 1990-91 | Division 2 (Groupe A)    | 7e  | 35  | 34 | 10 | 15 | 9  | 41  | 37  | +4  | 1/32 f.         | Cubaynes         | 12 | Exbrayat                | 918   |
| 1991-92 | Division 3 (Sud)         | 16e | 11  | 30 | 3  | 5  | 22 | 16  | 64  | -48 | -               | -                | -  | -                       | -     |
| 1992-93 | Division 4 (Groupe H)    | 7e  | 27  | 26 | 9  | 9  | 8  | 34  | 33  | +1  | -               | -                | -  | -                       | -     |
| 1993-94 | National 3 (Groupe H)    | 12e | 23  | 26 | 9  | 5  | 12 | 34  | 45  | -11 | -               | -                | -  | Korac                   | -     |
| 1994-95 | DH Méditerranée          | 1er | 59  | 24 | 14 | 7  | 3  | 49  | 18  | +31 | 6e tour         | -                | -  | Korac puis Tosi         | -     |
| 1995-96 | National 3 (Groupe H)    | 13e | 21  | 26 | 4  | 9  | 13 | 22  | 37  | -15 | -               | -                | -  | Korac                   | -     |
| 1996-97 | DH Méditerranée          | 12e | -   | -  | -  | -  | -  | -   | -   | -   | -               | -                | -  | -                       | -     |
| 1997-98 | PH Méditerranée          | -   | -   | 26 | -  | -  | -  | -   | -   | -   | -               | -                | -  | Herbet                  | -     |
| 1998-99 | PH Méditerranée          | -   | -   | 26 | -  | -  | -  | -   | -   | -   | -               | -                | -  | -                       | -     |
| 1999-00 | PH Méditerranée          | -   | -   | 26 | -  | -  | -  | -   | -   | -   | -               | -                | -  | -                       | -     |
| 2000-01 | PH Méditerranée          | 1er | -   | 26 | -  | -  | -  | -   | -   | -   | -               | -                | -  | Decorzent               | -     |
| 2001-02 | DHR Méditerranée (G. A)  | 3e  | 75  | 26 | 14 | 7  | 5  | 51  | 29  | +32 | -               | -                | -  | Decorzent               | -     |
| 2002-03 | DHR Méditerranée (G. A)  | 8e  | 48  | 24 | 8  | 4  | 12 | 32  | 40  | -8  | -               | -                | -  | -                       | -     |
| 2003-04 | DHR Méditerranée (G. A)  | 1er | 80  | 26 | 16 | 7  | 3  | 62  | 22  | +40 | -               | -                | -  | Lucchesi                | -     |
| 2004-05 | DH Méditerranée          | 14e | 34  | 26 | 3  | 5  | 18 | 30  | 65  | -35 | -               | -                | -  | Lucchesi                | -     |
| 2005-06 | DHR Méditerranée (G. B)  | 1er | 77  | 26 | 14 | 9  | 3  | 46  | 21  | +25 | -               | -                | -  | Chaintreuil             | -     |
| 2006-07 | DH Méditerranée          | 4e  | 68  | 26 | 13 | 7  | 6  | 38  | 26  | +12 | -               | -                | -  | Chaintreuil             | -     |
| 2007-08 | DH Méditerranée          | 6e  | 60  | 26 | 9  | 10 | 7  | 39  | 30  | +9  | -               | -                | -  | Saez                    | -     |
| 2008-09 | DH Méditerranée          | 2e  | 69  | 24 | 14 | 5  | 5  | 37  | 24  | +13 | -               | -                | -  | Saez                    | -     |
| 2009-10 | DH Méditerranée          | 14e | 33  | 26 | 3  | 9  | 14 | 26  | 43  | -17 | -               | -                | -  | Lefèvre                 | -     |
| 2010-11 | PD2 Rhône-Durance (p. C) | -   | -   | -  | -  | -  | -  | -   | -   | -   | -               | -                | -  | Tatam                   | -     |
| 2011-12 |                          |     |     |    |    |    |    |     |     |     |                 |                  |    |                         |       |
| 2012-13 |                          |     |     |    |    |    |    |     |     |     |                 |                  |    |                         |       |
| 2013-14 |                          |     |     |    |    |    |    |     |     |     |                 |                  |    |                         |       |
| 2014-15 | PD2 Rhône-Durance (p. C) | 1er | 70  | 20 | 17 | 0  | 3  | 104 | 23  | +81 | 1er tour        | -                | -  | Chiabrero               | -     |
| ...     |                          |     |     |    |    |    |    |     |     |     |                 |                  |    |                         |       |
| 2024-25 | Départemental 4 (G.D)    | 5e  | 24  | 18 | 6  | 6  | 6  | 45  | 45  | 0   | -               | -                | -  |                         | -     |

| Champion / vainqueur | Promu | Relégué | Rétrogradé administrativement |